# Dylan Harper
Dylan Harper (Franklin Lakes, 2 marzo 2006) è un cestista statunitense di origini filippine, di ruolo playmaker e guardia tiratrice, professionista nella NBA con i San Antonio Spurs.

## Carriera

### Scuole superiori
Harper crebbe a Franklin Lakes, New Jersey, frequentando la Don Bosco Preparatory High School. Nella sua seconda stagione tenne una media di 15,2 punti a partita. Fu nominato Boys Basketball Player of the Year da NJ.com nella terza stagione, dopo avere terminato con 24,9 punti, 6 rimbalzi, 3 assist e 2 palle rubate a partita. Nell'ultima stagione Harper mantenne una media di 22,4 punti, 5,7 rimbalzi e 2,7 assist a partita, guidando gli Ironmen a un record di 29-3 e al titolo statale.

### College
Harper era considerato un prospetto a cinque stelle (il valore massimo) e uno dei migliori giocatori della classe del 2004 dalla maggior parte dei principali esperti di reclutamento. ESPN lo ha valutato come il miglior prospetto della classe del 2024 prima della sua ultima stagione alle scuole superiori. Il 6 dicembre 2023 Harper ha annunciato che avrebbe giocato nella pallacanestro universitaria alla Rutgers University, alma mater del fratello, dopo avere ricevuto anche offerte da Duke, Kansas, Indiana e Auburn. In tal modo è divenuto il giocatore valutato più in alto della storia ad avere scelto Rutgers. Nell'unica stagione con gli Scarlet Knights ha tenuto una media di 19,4 punti, 4,6 rimbalzi e 4 assist a partita, venendo inserito nella formazione ideale dei debuttanti della Big Ten Conference e nella terza formazione assoluta della conference.

### Carriera professionistica
Considerato dagli analisti come una delle prime scelte del Draft NBA 2025, Harper è stato selezionato come secondo assoluto dai San Antonio Spurs.

## Statistiche

### College
| Anno      | Squadra            | PG | PT | MP   | TC%  | 3P%  | TL%  | RP  | AP  | PRP | SP  | PP   |
| --------- | ------------------ | -- | -- | ---- | ---- | ---- | ---- | --- | --- | --- | --- | ---- |
| 2024-2025 | Rutgers S. Knights | 29 | 28 | 32,6 | 48,4 | 33,3 | 75,0 | 4,6 | 4,0 | 1,4 | 0,6 | 19,4 |
| Carriera  | Carriera           | 29 | 28 | 32,6 | 48,4 | 33,3 | 75,0 | 4,6 | 4,0 | 1,4 | 0,6 | 19,4 |

## Palmarès

### Scuole superiori
- McDonald's All-American Game: 2024
- Morgan Wootten National Player of the Year (2024)
- McDonald's All-American Game Co-MVP (2024)
- Jordan Brand Classic (2024)
- Nike Hoop Summit (2024)

### NCAA
- Third-team All-Big Ten (2025)
- Big Ten All-Freshman Team (2025)

## Vita privata
Il padre, Ron Harper, ha giocato per 15 stagioni nella NBA, vincendo cinque titoli. Il fratello, Ron Harper Jr., ha giocato anch'egli nella pallacanestro universitaria a Rutgers e nella NBA per i Toronto Raptors e i Detroit Pistons.